# Кафир
Кафир (арап. كافر множина كفّار) је арапска реч која значи онај који не верује, особа која крије, пориче, или прикрива истину. У културном смислу, израз има негативну конотацију, и користи се да опише невернике, немуслимане, или муслимане из других деноминација. Обично се преводи као неверник.
Неки аутори праве разлику између израза кафир и немуслиман, у смислу да се кафир користи у Курану за људе који су криви за одбацивање или неприхватање истине, чак и кад им је постала потпуно видљива, док се немуслиман првенствено односи на особу која не припада исламској вери.